# Danh sách hiệu kỳ tại Cuba
Dưới đây là danh sách các loại cờ từng được dùng làm hiệu kỳ của các tổ chức chính trị - xã hội cấp quốc gia tại Cuba tồn tại trong lịch sử, được các tài liệu độc lập và có uy tín ghi nhận:

## Quốc kỳ
| Cờ | Thời điểm    | Sử dụng | Mô tả                                                                                        |
| -- | ------------ | ------- | -------------------------------------------------------------------------------------------- |
|    | 1848 đến nay | Quốc kỳ | Ba sọc lam chen giữa hai sọc trắng, bên trái có tam giác đỏ với ngôi sao trắng ở chính giữa. |